# USS Minnesota (SSN-783)
El USS Minnesota (SSN-783) es un submarino nuclear de ataque de la clase Virginia Bloque II de la Armada de los Estados Unidos. El Minnesota se bautizó el 27 de octubre de 2012 en una ceremonia a la que asistieron muchos funcionarios de alto rango en la Marina y el Congreso de los EE. UU. El 6 de junio de 2013, Huntington Ingalls Industries anunció que el Minnesota había sido entregado a la Marina, casi 11 meses antes de lo previsto. El Minnesota fue dado de alta para el servicio el 7 de septiembre de 2013.

## Historial operativo
Después de la puesta en marcha, Minnesota permaneció en los astilleros de General Dynamics Electric Boat en Groton, CT durante más de dos años. Se descubrió una junta de tubería rota en el reactor nuclear del buque. La tubería había sido manipulada para que la pieza pareciera estar dentro de las especificaciones. Aunque una falla de la tubería no daría lugar a un incidente en el reactor nuclear, afectaría la capacidad del reactor para producir vapor utilizado para la propulsión. Se ha descubierto el mismo problema en otros dos barcos de la clase. Una investigación de la Marina determinó que otros dos barcos tenían el mismo problema y el Departamento de Justicia de los Estados Unidos inició una investigación del contratista responsable de las piezas defectuosas.
El 27 de mayo de 2016, Minnesota partió de los astilleros de Electric Boat hacia su puerto de origen, la Base Naval de Submarinos de New London en Groton, Connecticut, para prepararse para las operaciones de la flota.
El 17 de marzo de 2022, Minnesota llegó a su nuevo puerto de origen, la Base Conjunta Pearl Harbor-Hickam.

## Galería

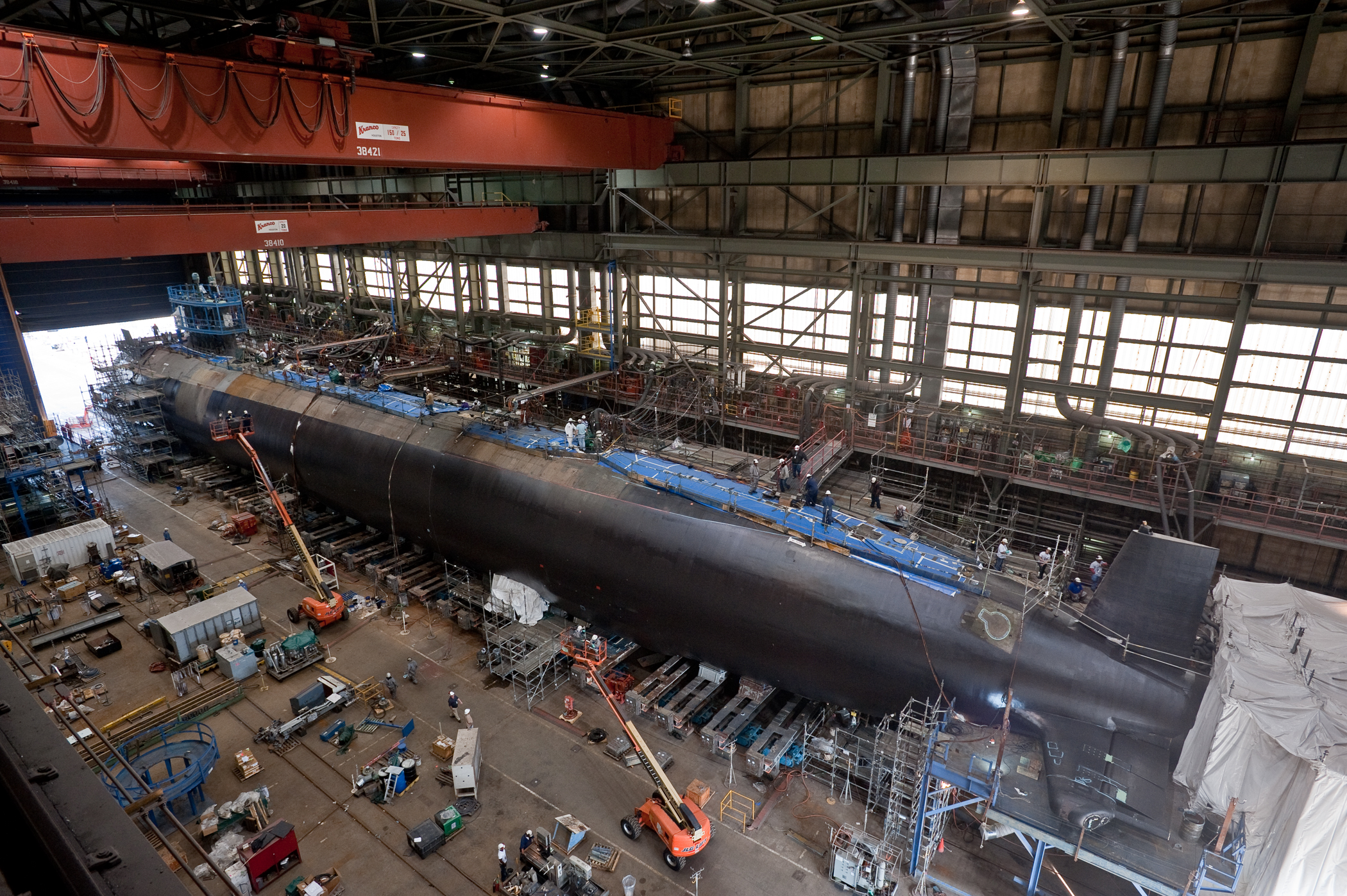
Minnesota en construcción en Newport News, VA.
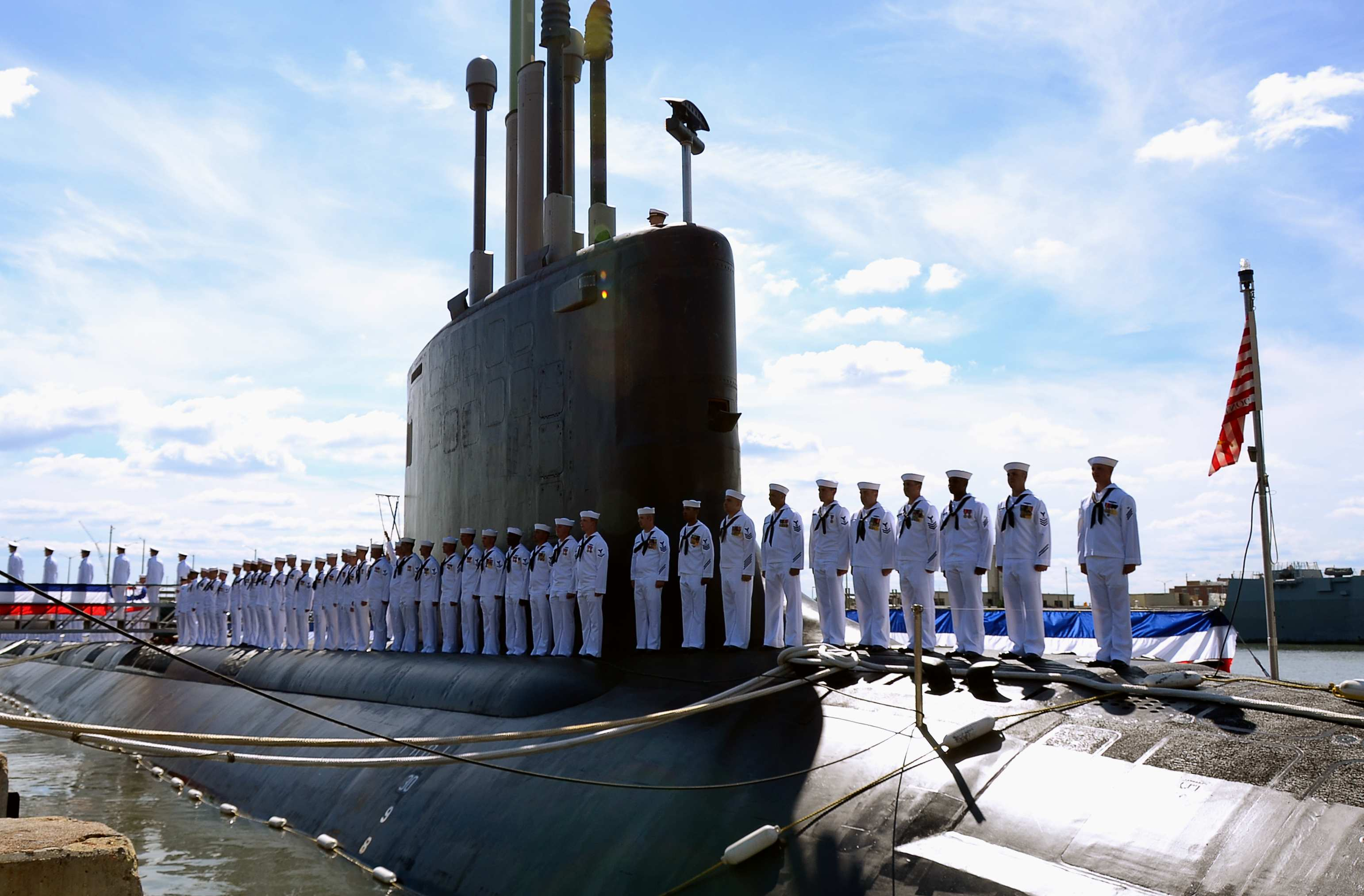
La tripulación del USS Minnesota maneja el barco durante su puesta en marcha en la Base Naval de Norfolk el 7 de septiembre de 2013.
Un técnico de sonar está de guardia en la vela a bordo del Minnesota mientras el barco transita por Port Canaveral, FL.
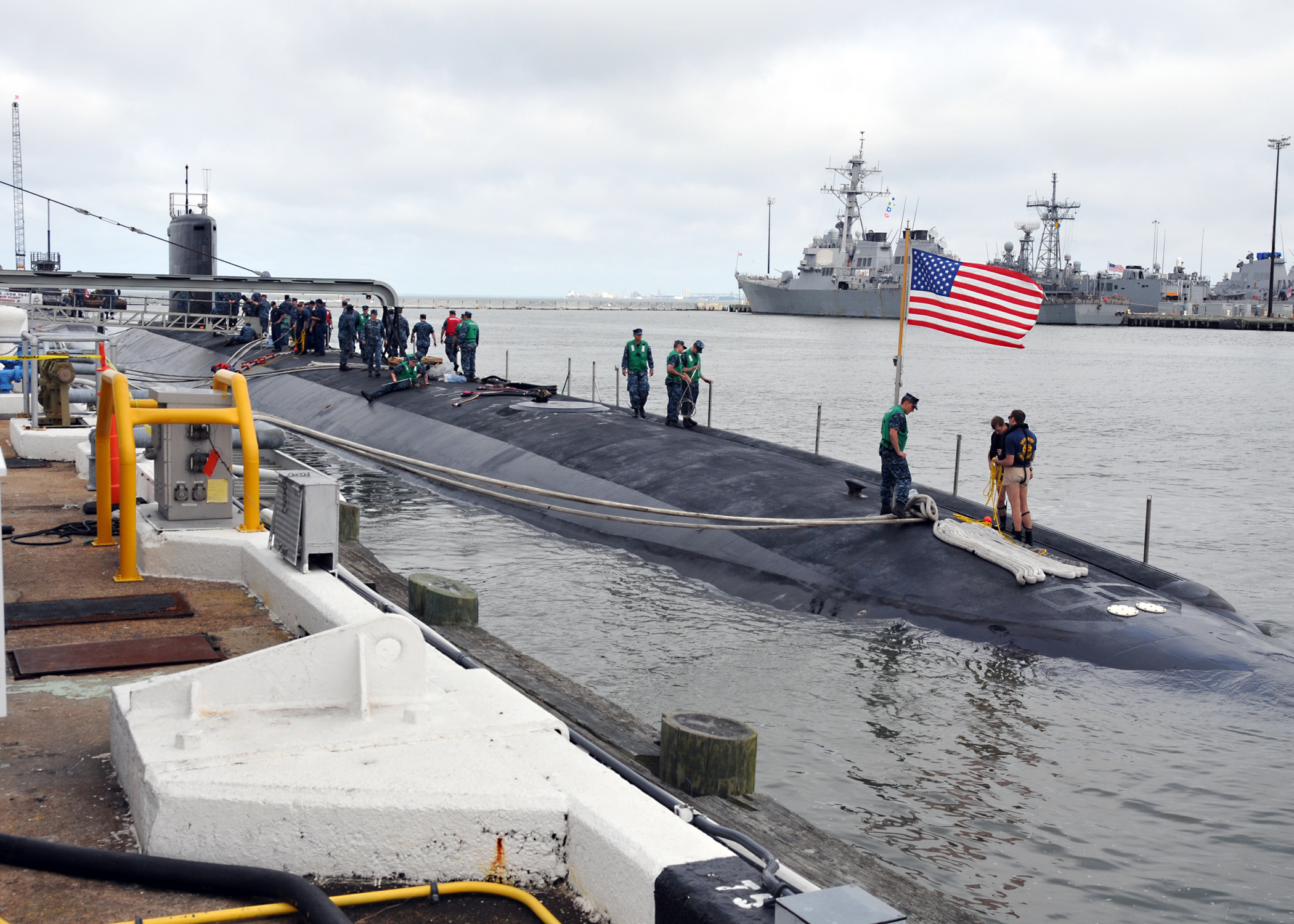
Minnesota tira del muelle en Norfolk, VA